# 1008

1008(천팔)은 1007보다 크고 1009보다 작은 자연수다.

## 수학
- 합성수로, 그 약수는 총 30개다. (1, 2, 3, 4, 6, 7, 8, 9, 12, 14, 16, 18, 21, 24, 28, 36, 42, 48, 56, 63, 72, 84, 112, 126, 144, 168, 252, 336, 504, 1008)
  - 1008의 진약수의 합은 2216이므로, 1008은 과잉수다.
- {\displaystyle 1008=28\times 36}
  - 연속하는 두 삼각수의 곱으로 나타낼 수 있는 수다. 이 성질을 지닌 앞의 수는 588, 다음 수는 1620이다.
- {\displaystyle 1008=24\times 42}
  - {\displaystyle ab\times ba}의 꼴로 나타낼 수 있는 수열의 24번째 수다. 이 수열의 앞의 수는 736, 다음 수는 1300이다. (OEIS의 수열 A061205)
  - {\displaystyle ab\times ba}의 꼴로 나타낼 수 있는 수열의 42번째 수다. 이 수열의 앞의 수는 574, 다음 수는 1462이다. (OEIS의 수열 A061205)
- {\displaystyle 1008=2^{10}-2^{4}}
- {\displaystyle 55^{2}-1}은 1008로 나누어떨어진다.

## 과학
- NGC 1008: 고래자리 방향에 있는 타원은하.

## 교통
- 1008번 지방도: 경상남도 의령군 부림면에서 밀양시 하남읍까지 이어지는 대한민국의 지방도.

## 군사
- U-1008(영어판, 독일어판): 제2차 세계 대전에 사용된 나치 독일의 군용 잠수함.

## 문화유산
- 대한민국의 보물 제1008호: 함양박씨 정랑공파 문중 전적

## 기타
- 날짜: 10월 8일
  - 10.8 결전(일본어판): 일본 프로야구 센트럴 리그의 경기.
- 연도: 1008년, 기원전 1008년

## 같이 보기
- 1000